# Stellar Crusade
Stellar Crusade est un jeu vidéo de stratégie au tour par tour créé par Norm Koger  et publié par Strategic Simulations en 1988 sur Atari ST et IBM PC, puis porté sur Amiga,. Il se déroule dans un univers de science-fiction et simule un conflit spatial entre une faction d'intégristes religieux et une faction capitaliste pour l'exploitation et la conquête d'un amas stellaire particulièrement riche en ressource de la galaxie,. Il se déroule au tour par tour, chaque tour étant constitué de plusieurs phases. La première est consacrée à la gestion économique, la seconde au déplacement et la dernière à la résolution des combats et au calcul des résultats des décisions économiques. Le joueur doit ainsi explorer et prendre possession de système solaires afin d'y développer différents secteurs d'activités afin de subvenir à ses besoins en nourriture et de fournir les matières premières nécessaires au développement de sa puissance militaire, nécessaire pour vaincre son adversaire. Il peut de plus entraver le développement adverse par des moyens détournés, comme des émeutes ou des raids. Le jeu propose différents scénarios et campagnes, de longueurs variables et qui impliquent plus ou moins de gestion économique,
Stellar Crusade est le premier jeu vidéo de Norm Koger à être publié de manière professionnelle,. Rétrospectivement, le journaliste Evan Brooks du magazine Computer Gaming World le considère comme un échec du fait de sa documentation incomplète et de son thème, le jihad intergalactique, qu'il ne juge pas amusant. De son côté, le journaliste Bruce Geryk du site GameSpot le considère comme la première véritable tentative de créer un jeu 4X spatial en s’appuyant sur un modèle économique global. Il explique en effet qu’en plus de gérer l’exploitation des ressources, le joueur doit également en assurer le transport vers les planètes où elles sont transformées, ce qui l’oblige à planifier son économie de manière à disposer de suffisamment de ressources au bon endroit. Il juge cependant que sa complexité est excessive compte tenu des limitations de son interface graphique, d’autant plus qu’il manque plusieurs pages à son manuel, avant de conclure que s’il donne une idée du niveau de complexité que peuvent atteindre les jeux de conquête spatiale, il ne peut qu’être considéré comme une expérience raté.

## Accueil
| Stellar Crusade |      |       |
| Média           | Nat. | Notes |
| Gen4            | FR   | 79 %  |